# Женская сборная Ямайки по хоккею на траве
Женская сборная Ямайки по хоккею на траве — женская сборная по хоккею на траве, представляющая Ямайку на международной арене. Управляющим органом сборной выступает Федерация хоккея на траве Ямайки (англ. Jamaica Hockey Federation).
Сборная занимает (по состоянию на 6 июля 2015) 57-е место в рейтинге Международной федерации хоккея на траве (FIH).

## Результаты выступлений

### Мировая лига
- 2012/13 — не участвовали
- 2014/15 — ??-е место (выбыли в 1-м раунде)

### Панамериканские игры
- 1987 — 6-е место
- 1991 — 5-е место
- 1995 — 6-е место
- 1999 — не участвовали
- 2003 — 7-е место
- 2007—2015 — не участвовали

### Панамериканский чемпионат
- 2001 — 5-е место
- 2004 — не участвовали
- 2009 — 7-е место
- 2013 — не участвовали
- 2017 — не квалифицированы

### Игры Центральной Америки и Карибского бассейна
- 1986 — [2]
- 1990 —
- 1993 —
- 1998 —
- 2002 —
- 2006 — 5-е место
- 2010 — 6-е место
- 2014 — 7-е место

### Игры Содружества
- 1998 — 11-е место[3]
- 2002—2014 — не участвовали